# Redwall Cavern

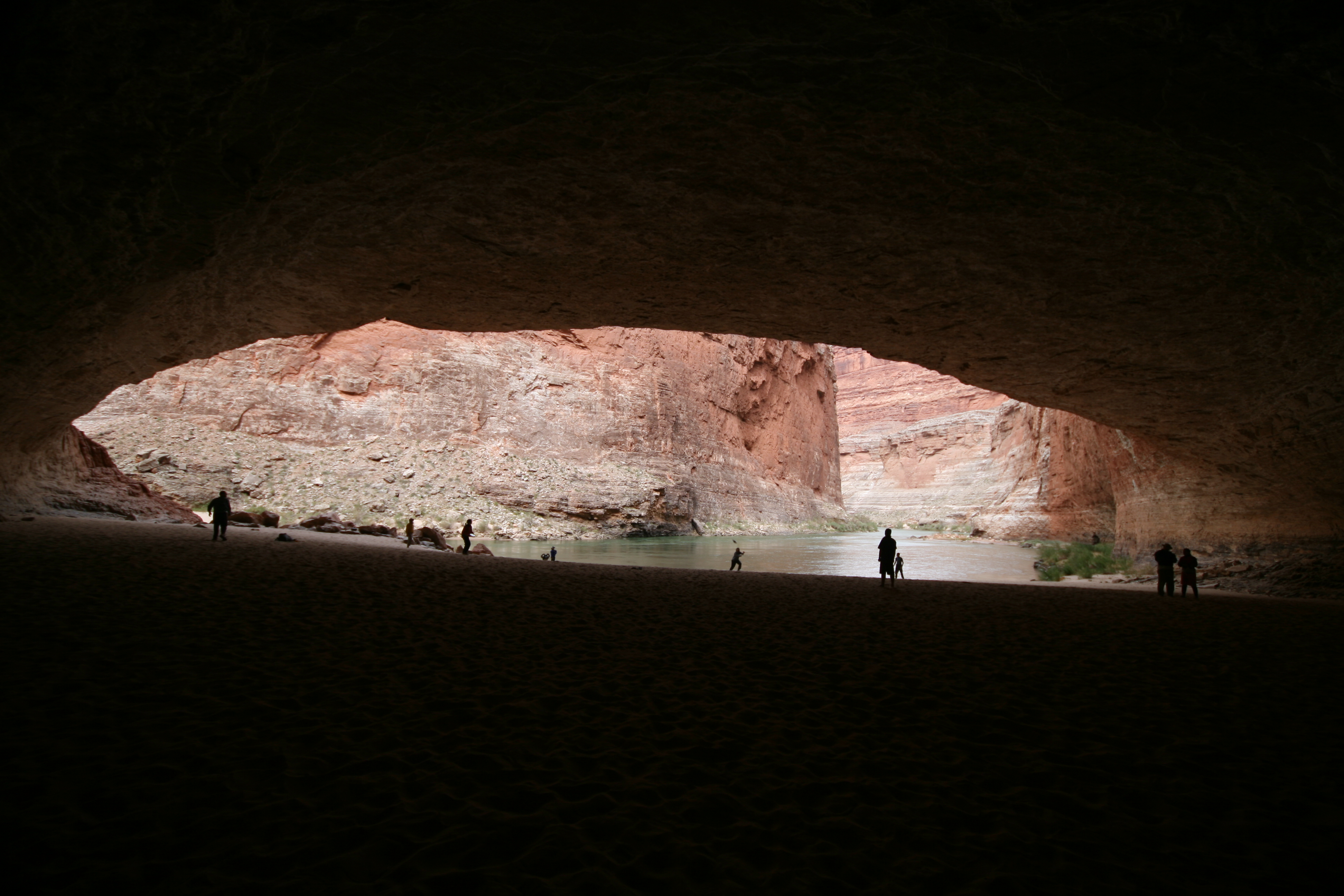
Redwall Cavern

Redwall Cavern är en gigantisk grotta i Grand Canyon som skapats av Coloradofloden genom tiderna.
Den upptäcktes först av John Wesley Powell. Han påstod att grottan kunde innehålla 50 000 man samtidigt.